# لشکر ۴ کانادا
لشکر ۴ کانادا (انگلیسی: 4th Canadian Division) لشکر پیاده زرهی (بازوی ترکیبی) نیروی زمینی کانادا است، که در سال ۱۹۱۶ تأسیس شد. این لشکر در دو جنگ جهانی اول و جنگ جهانی دوم در نبرد شرکت داشت.
این لشکر در حال حاضر مسئول عملیات ارتش کانادا در استان انتاریو کانادا است و ستاد مرکزی آن در دنیسون آرموری در تورنتو قرار دارد. این لشکر ابتدا به عنوان یکی از تشکیلات سپاه کانادا در طول جنگ جهانی اول ایجاد شد. در طول جنگ جهانی دوم، این لشکر در سال ۱۹۴۱ به عنوان لشکر چهارم پیاده‌نظام کانادا دوباره فعال شد و سپس به یگان زرهی تبدیل و به عنوان لشکر چهارم (زرهی) کانادا تغییر نام داد. از سال ۱۹۱۶، این لشکر یک نشان تشکیلاتی سبز رنگ متمایز را به عنوان نشان خود برگزید. در سال ۲۰۱۳ اعلام شد که منطقه مرکزی نیروی زمینی به لشکر چهارم کانادا تغییر نام خواهد داد.